# Carlisle Grounds
Der Carlisle Grounds ist ein Fußballstadion im irischen Badeort Bray, Grafschaft Wicklow. Es wurde 1862 eröffnet und gilt als die älteste Sportstätte einer Mannschaft der Football Association of Ireland. Die Anlage ist die Heimspielstätte des Fußballvereins Bray Wanderers, dessen Vorgängervereine bereits hier aktiv waren, sowie der irischen Rugby-League-Nationalmannschaft. Gelegentlich finden hier auch Spiele der irischen Fußballnationalauswahlen statt.

## Geschichte

### Anfänge der Carlisle Grounds
Die Sportstätte wurde nach Plänen des bedeutenden irischen Ingenieurs William Dargan (1799–1867), der sich durch den Ausbau des Schienennetzes in Irland verdient gemacht hatte, errichtet und 1862 feierlich eröffnet. Dargan hatte bereits davor in und um Bray einige Bauwerke und Gebäude entworfen; darunter die Strandpromenade von Bray, sowie das International Hotel, das sich gegenüber der Sportstätte befand und das 1974 durch einen Brand zerstört wurde. Er galt als eine treibende Kraft in der Region und band einst die Hafenstadt an das Schienennetz der Insel an. Ursprünglich als Bray Athletic Ground bezeichnet, wurde die Sportstätte noch im selben Jahr zu Ehren von George Howard, 7. Earl of Carlisle, in Carlisle Cricket and Archery Ground umbenannt. Der Earl war bei der Eröffnungszeremonie in seiner Eigenschaft als Lord Lieutenant of Ireland persönlich zugegen. In der Bevölkerung setzte sich spätestens ab dem Jahre 1870 die Kurzform The Carlisle Grounds durch. Der Grund hierfür war unter anderem, dass auf den Grounds nicht nur Bogensport und Cricket ausgeübt, sondern auch andere Sportarten ausgetragen wurden. So existierte etwa zwischen 1876 und 1880 eine Rollschuhbahn, was für die damalige Zeit noch recht ungewöhnlich und nicht weit verbreitet war. Weiters fanden Blumenshows und Feuerwerksvorführungen statt; außerdem wurde auf dem Platz Krocket gespielt. An der Seymour Road, an der die Carlisle Grounds liegen, sowie an der nahen Bahnhaltestelle befanden sich einst Kutscher, die Ausflüge anboten, um die umliegende Umgebung zu erkunden.

### Erstligafußball in Bray
Im Jahre 1923 wurde das erste Weltkriegsdenkmal von Bray bei der Außenmauer der Carlisle Grounds errichtet; gleichzeitig war es eines der ersten Kriegsdenkmäler im noch jungen Irischen Freistaat. Der Großteil der heutigen Carlisle Grounds stammt aus dem Jahr 1929 und geht auf die Bemühungen des 1903 gegründeten Fußballklubs Bray Unknowns zurück. Die Unknowns hatten bereits um das Jahre 1910 einige Spielzeiten auf dem Carlisle Ground gespielt, nachdem sie ihre Spiele davor einige hundert Meter weiter nördlich in Woodbrook (bereits zum County Dublin gehörend) ausgetragen hatten. Nachdem sich der Verein im Laufe der Jahre aufgelöst hatte, wurde der Verein nach dem Ersten Weltkrieg neu gegründet und trat 1924 der League of Ireland bei. Zuvor war das Team in der Senior Division der Leinster Senior League in Erscheinung getreten. Nachdem das Team in der ersten Zeit nach der Aufnahme in die höchste Fußballliga des Landes noch am Woodbrook Ground am Stadtrand von Bray gespielt hatte, wechselte die Mannschaft zur Saison 1929/30 ins ausgebaute Stadion nach Bray. Im Zuge der Umbauarbeiten wurden Änderungen an der Bodenbeschaffenheit vorgenommen; des Weiteren wurde die Hauptmauer des Stadions an der Quinsborough Road errichtet sowie begrünte Terrassen geschaffen. Die alte Tribüne der Carlisle Grounds, in der Bevölkerung The Shed (deutsch Die Scheune) genannt, erhielt in ebendieser Zeit eine Überdachung. Außerdem wurde das Spielfeld neu verlegt. Das erste League-of-Ireland-Spiel im Stadion war ein 2:2-Remis der Unknowns gegen den Dundalk FC. Das erste Tor erzielte Fred Rogers von den Unknowns, gefolgt von Treffern von William Murray und John Aitken von Dundalk, ehe Johnny Payne von den Bray Unknowns das Spiel noch zu einem 2:2-Unentschieden brachte. Bis 1942/43, als sie nach 16 Niederlagen aus 18 Ligapartien weit abgeschlagen auf dem letzten Tabellenplatz rangierten, spielten die Unknowns hier League-of-Ireland-Fußball und traten ab der Spielzeit 1943/44 wieder in der Leinster Senior League Senior Division in Erscheinung. Im darauffolgenden Jahr stellte das Team den Profifußball gänzlich ein und trat nur mehr als Amateurteam in Erscheinung.

### Kurzzeitige Rückkehr in die League of Ireland
Als der Transport FC vor der Spielzeit 1948/49 in die League of Ireland aufgenommen worden war, bestritt dieser seine Heimspiele bis einschließlich der Saison 1950/51 auf den Carlisle Grounds und zog in weiterer Folge ins Harold’s Cross Stadium nach Dublin um. Mit der Rückkehr des Erstligafußballs in die ostirische Hafenstadt wurde das Spielfeld, das auch im Laufe der nachfolgenden Jahrzehnte des Öfteren neu verlegt wurde, neu bearbeitet. So meldeten sich viele CIÉ-Mitarbeiter aus Bray und Dublin freiwillig, um auf dem Platz zu arbeiten. Die als hervorragend bezeichnete Drainage des Rasens soll dabei auf die hierfür verwendete Schlacke aus dem nahen Schienenbau zurückzuführen sein. Die Schlacke wurde dabei als Basis für den Aufbau des neuen Spielfeldes verwendet. Nachdem in der Folgezeit auf den Carlisle Grounds kein Erstligafußball mehr absolviert wurde, wurde hier dennoch weiterhin Amateurfußball gespielt. Nach rund drei Jahrzehnten auf Amateurebene schlossen sich die Bray Unknowns im Jahre 1973 mit den Bray Wanderers, die ihren Spielbetrieb eigentlich bereits 1963 eingestellt hatten, zusammen und traten fortan als Bray Wanderers in der Leinster Senior League in Erscheinung. Als die League of Ireland im Jahre 1985 auf 22 Mannschaften aufgestockt wurde, erhielten die Wanderers einen der neuen Startplätze und begannen dabei in der niedrigeren der beiden Staffeln, der First Division, von der sie aber schon in der ersten Saison in die Premier Division aufstiegen. Ihr erstes Match in der First Division der League of Ireland absolvierten die Wanderers im September 1985.

### Umbauarbeiten in den 1990er und 2000er Jahren
1996 fanden auf den Carlisle Grounds Dreharbeiten zur Bloody-Sunday-Szene des Films Michael Collins mit Liam Neeson in der Titelrolle des Michael Collins statt. Von 1997 bis 1999 wurden Teile der Mauer rund um die Sportstätte erneuert bzw. verstärkt, um den Zugang zum Stadion und die Sicherheit im Stadion zu verbessern. Weiters wurden in dieser Zeit neue Drehkreuze an den Eingängen an der Quinsborough Road an der Ecke zum rund 100 Meter entfernten Meer installiert. Die alten Drehkreuze wurden hingegen blockiert, sodass der Zugang nur mehr ausschließlich über das neue System möglich war. Im Jahre 1999 wurde auf Geleiseseite des Stadions die Bestuhlung erneuert. Anfang des Jahres 2001 gewährte das Bray Urban District Council den Bray Wanderers eine Pacht von 35 Jahren für das Gelände, das sich schon seit Jahrzehnten im Besitz der Stadt befand. Im Sommer 2006 wurde die überdachte Haupttribüne (Blechdach auf Holzkonstruktion), die bis dahin nur Stehplätze aufwies, abgerissen und durch einen Neubau ersetzt. Durch den Neubau der Tribüne entstanden 985 Sitzplätze (aufklappbare Hartplastikschalen in der Vereinsfarbe) mit einer geringen Anzahl an Stehplätzen hinter einer Absperrung hinter den sieben Sitzplatzreihen. Insgesamt verfügte die Spielstätte zu diesem Zeitpunkt in etwa über 2000 Sitzplätze und hatte ein Fassungsvermögen von 3000 bis 4000 Zuschauern.

### Mauereinstürze 2009 und 2010
Am 10. Juli 2009 kam es bei einem Ligaspiel zwischen den Bray Wanderers und den Shamrock Rovers zu einem Zwischenfall. Beim Torjubel der gegnerischen Fans liefen diese zu einer den Zuschauerbereich umgebenden niedrigen Mauer, woraufhin diese durch den auf sie ausgewirkten Druck einstürzte. Dabei wurden fünf Gästefans verletzt; das Spiel wurde nach einer halbstündigen Unterbrechung fortgesetzt. Der eingestürzte Mauerabschnitt wurde in weiterer Folge durch eine neue verstärkte Mauer ersetzt. Ein ähnlicher Vorfall geschah etwas über ein Jahr später erneut, als dasselbe Stück Mauer zum wiederholten Male einstürzte, da es dem darauf ausgewirkten Druck der Gästefans nicht standhalten konnte. Beim Torjubel im Relegationsspiel zwischen der Wanderers und Monaghan United am 8. November 2010 kamen rund ein Dutzend Personen zu Fall, wobei es diesmal zu keinen Verletzungen kam. Nachdem die Football Association of Ireland bereits 2009 Untersuchungen zum ersten Einsturz eingeleitet hatte, wurden 2010 noch intensivere Untersuchungen angeordnet.

### Entwicklung seit Ende 2009
Bereits im Oktober 2009 wurden Pläne für eine umfassende Sanierung des Geländes bekanntgegeben. Außerdem wurden Pläne für ein neues Stadion vorgelegt. Im Laufe der 2010er Jahre wurde die aus dem Jahr 1999 stammende Bestuhlung auf der Gegengeraden komplett erneuert; dieser hauptsächlich für die Anhänger der Auswärtsmannschaft vorgesehene Stadionabschnitt blieb jedoch weiterhin ohne Überdachung. 2016 wurde der Graswall hinter den Toren, der als weiterer Stehplatzbereich gedient hatte, geebnet, wodurch ein weiterer Teil des Charmes der Carlisle Grounds verloren ging.
Seitdem die irische Rugby-League-Nationalmannschaft am 12. Juli 2015 ein Spiel gegen Belgien (34:0) auf den Carlisle Grounds ausgetragen hatte, dient das Stadion als neue Heimstätte des besagten irischen Nationalteams.
Nachdem zuvor bereits einige Male irische Fußballnationalauswahlen auf den Carlisle Grounds gespielt hatten, diente das Stadion im Mai 2019 als Spielstätte der U-17-Europameisterschaft 2019. Zwischen 4. und 10. Mai fanden hier die Gruppenspiele Griechenland gegen Tschechien (0:2; Gruppe A), Spanien gegen Österreich (3:0; Gruppe D) und Österreich gegen Deutschland (1:3; Gruppe D) statt. Des Weiteren war es Austragungsort der Viertelfinalbegegnung zwischen Belgien und den Niederlanden (0:3).